# Skipped Over Damaged Areas
|  | Denne artikel er oprettet af botten Steenthbot ud fra en ekstern database. Den kan derfor have sproglige fejl eller mangler. Denne skabelon kan fjernes efter kontrol af indholdet. |

Skipped Over Damaged Areas er en dansk dokumentarfilm fra 2012 instrueret af Anita Beikpour og Lil Wachmann efter deres manuskript.

## Handling
Lil beslutter sig for at rejse til Afrika med sin religiøse veninde Anita i 2½ måned og håber at blive klogere på Anitas tro. Rejsen kan muligvis også gøre Lil klogere på sit eget liv og overvejelser omkring tro.